# Fédération galloise de rugby à XV
La Fédération galloise de rugby à XV (Welsh Rugby Union en anglais et Undeb Rygbi Cymru en gallois) est l'entité responsable de l’organisation du rugby à XV au pays de Galles.

## Historique
Après une première réunion organisée à Swansea en mars 1880, la fédération galloise est fondée sous le nom de Welsh Football Union le 12 mars 1881, lors d’une réunion au Castle Hotel de Neath, par les représentants de 11 clubs : Bangor, Brecon, Cardiff, Lampeter, Llandilo, Llandovery, Llanelli, Merthyr Tydfil, Newport, Pontypool et Swansea. C’est le président de Swansea, CC Chambers, qui en devient le premier président. 
Cette fondation intervient… trois semaines après le premier match international joué par une équipe nationale galloise (défaite contre l’Angleterre le 19 février sur le score de 69 à 0, si on utilise le décompte des points actuel). En 1886, la WFU se joint à ses homologues d'Écosse et d'Irlande pour former l'International Rugby Football Board. En 1934, la fédération adopte son nom actuel de Welsh Rugby Union (WRU).

## Organisation et réforme récentes
Le WRU dirige les équipes nationales galloises, et chapeaute les compétitions de clubs (près de 300 lui sont affiliés) chez les hommes, les femmes et les jeunes (environ 70 000 licenciés). Elle gère aussi les arbitres et des formations pour les entraîneurs. Elle possède également le Principality Stadium de Cardiff où l’équipe nationale joue toutes ses rencontres à domicile.
À l'orée des années 1990, la fédération galloise (WRU) désireuse de mettre de l’ordre dans un sport qui commençait à se structurer de façon moderne et permettre à l’élite de ses joueurs d’être plus compétitifs, décide de réorganiser ses compétitions sur le modèle de l’Angleterre qui en avait fait autant en 1987 (voir Championnat d'Angleterre de rugby à XV).
Le championnat est alors la compétition la plus relevée du pays, mais la Welsh Rugby Union bâtit un plan de « rugby régional » visant à regrouper l'élite des joueurs gallois dans des franchises régionales, pour les faire participer à un championnat fermé (sans relégation) et supranational, la Celtic League, et à la Coupe d’Europe. Ces cinq franchises sont : les Cardiff Blues, les Llanelli Scarlets, les Ospreys, les Newport Gwent Dragons et les Celtic Warriors (qui seront liquidés en 2004). Ce projet controversé, mis en place en 2003, s’inspire de ce qui se fait dans les pays « à provinces », comme l'Irlande, l'Afrique du Sud ou la Nouvelle-Zélande, où les sélections régionales sont un niveau intermédiaire plus compétitif pour les joueurs entre l’équipe nationale et les clubs, et où les clubs deviennent un vivier pour les équipes régionales sans pouvoir compter sur leurs meilleurs joueurs, qui sont pourtant obligatoirement licenciés dans l’un d’entre eux, phagocytés par les franchises.
En 2022, la WRU interdit la pratique du rugby aux femmes transsexuelles.
Fin 2023, à la suite d'une enquête de la BBC, une enquête indépendante met au jour la « culture toxique » au sein de la WRU : harcèlement, misogynie et discriminations se mêlent aux rivalités et tensions politiques. La commission d'enquête met également en lumière l’incompétence des membres élus à gérer une institution qui réalise plus de cent millions de livres de chiffre d’affaires. 36 recommandations sont formulées. La fédération reconnait tous les faits établis par le rapport et s'excuse.
En 2024, la fédération révèle ce que les observateurs savent déjà : les finances fédérales sont exsangues. Il manque plus de quarante millions d'euros à la WRU pour financer les franchises professionnelles sur les cinq années à venir et les dirigeants n'excluent pas l'hypothèse de supprimer une des quatre équipes. La dette fédérale est de 28 millions d'euros. Pour compenser les déficits annuels qui se sont enchainés depuis la pandémie de Covid-19, la WRU avait vendu à CVC 28 % de ses parts dans l'URC et de ses droits TV ce qui a réduit ses revenus au cours des années suivantes, un accord financier que les dirigeants disent plus tard regretter. Un plan stratégique est annoncé pour le mois de septembre.
Après le WXV, la journaliste Fiona Tomas révèle que durant toute l'année 2024 plusieurs hauts dirigeants de la WRU, ainsi que le sélectionneur Ioane Cunnigham, se sont livrés à un harcèlement continu sur l'équipe nationale féminine dans le cadre des négociations de contrats. Nigel Walker a menacé les joueuses de déclarer forfait pour le WXV et donc de rater la Coupe du monde 2025. Abi Tierney quant à elle a fait le forcing pour écarter le syndicat des joueuses des négociations. Les joueuses ont été menacées de sanctions individuelles si elles ne signaient pas les contrats proposés. On apprend même que durant le Tournoi 2024, l'encadrement de l'équipe nationale a physiquement isolé des joueuses pour les pousser à signer leur contrat. Seulement quelques jours après ces révélations, la WRU organise une conférence de presse pour reconnaitre les faits et s'excuser. Les accusations de sexisme sont toutefois rejetées en bloc. Le sélectionneur Ioane Cunnigham quitte ses fonctions une semaine plus tard. Aucun dirigeant fédéral ne démissionne.
En 2025, toujours confrontée à une situation financière catastrophique, la direction envisage la suppression d'une ou deux des équipes professionnelles engagées en URC. Contrainte juridiquement, la WRU ne peut supprimer d'équipe avant la saison 2027-2028 mais pourrait y procéder dès 2026-2027 si un accord est négocié avec la direction de l'URC. Abi Tierney qualifie les rumeurs concernant sa démission ou son licenciement de « catégoriquement fausses » .